# Земля отцов наших
«Земля отцов наших» — художественный фильм, снятый на киностудии «Грузия-фильм» в 1979 году.

## Сюжет
Великая Отечественная война. Старик Беткил из деревушки в горной Сванетии, отправив сына на фронт, идет в горы, чтобы успеть отогнать колхозный скот от приближающихся немцев. В горах он встречает Лашу — немецкого разведчика в советской форме. Грузинскому языку его научил отец, выехавший в Германию с первой эмиграционной волной. В процессе длительной беседы Лаша проникается симпатией к старику и, когда неожиданно появляются немцы, юноша вместе с Беткилом встает на защиту грузинской земли.

## В ролях
- Гиули Чохонелидзе — Беткил
- Зураб Кипшидзе — Лаша, фашистский разведчик
- Лия Капанадзе — Мариам
- Котэ Даушвили — Давид
- Георгий Мачаидзе — Гега
- Мзия Арабули — Дарчи
- Кетеван Кикнадзе — Нино
- Тамара Схиртладзе — Дарья
- Мзия Микашавидзе — Мзия
- Малхаз Горделадзе — офицер